# فجوة منقبضة

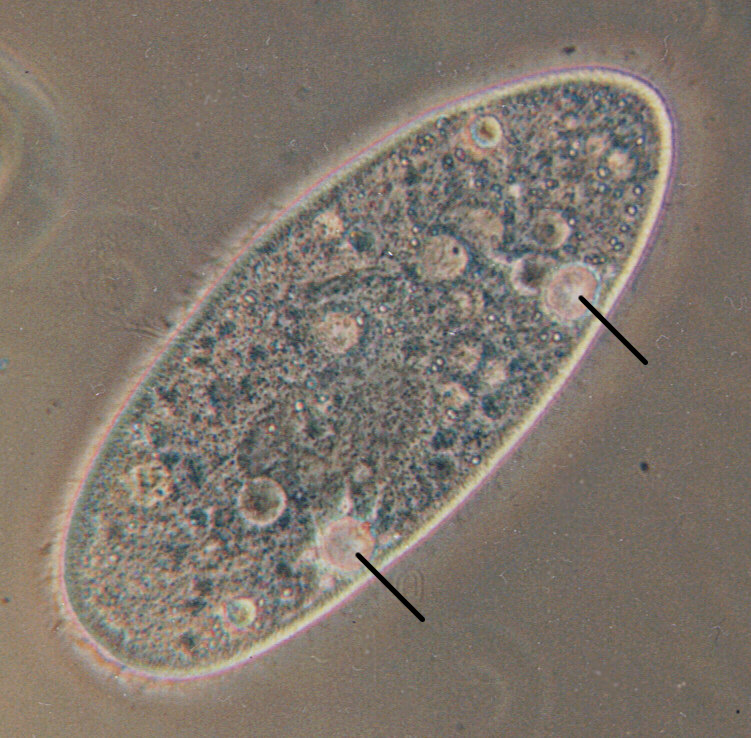
طلائعيات براميسيوم أوريليا مع فجوات منقبضة

الفجوة المنقبضة (بالإنجليزية: Contractile Vacuoles)‏ من طرق الإخراج في مخلوق البراميسيوم التخلص من الماء الزائد عن حاجته عن طريق ما يسمى بالفجوة المنقبضة عن طريق الخاصية الأسموزية.

## تكوين الفجوة المنقبضة
يتم تكوين هذه الفجوة في الطرفين الأمامي والخلفي من جسم البراميسيوم حيث تتكون فجوتان، ويحيط بكل فجوة من هاتين الفجوتين عدد من القنوات الصغيرة يطلق عليها اسم الفجوات المساعدة.

## كيفية عمل الفجوة
تقوم البراميسيوم بتجميع الماء الزائد عن حاجتها في قنوات مغزلية عددها يتراوح ما بين ثمان إلى ستة قنوات، وعندما تمتلئ هذه الفجوات تقترب من بعضها كل اثنتين يكونان فجوة واحدة وهكذا حتى يتم تكوين فجوة كبيرة تقع في مركز البراميسيوم وتقوم بعملية طرد الماء بعد أن تقوم بعمل ثقب بسيط ومؤقت في سطح الجسم.